# Gagyapáti
Gagyapáti é um município da Hungria, situado no condado de Borsod-Abaúj-Zemplén. Tem 3,23 km² de área e sua população em 2015 foi estimada em 10 habitantes.